# Lisbon (Maine)
Lisbon es un pueblo ubicado en el condado de Androscoggin en el estado estadounidense de Maine. En el Censo de 2010 tenía una población de 9.009 habitantes y una densidad poblacional de 145,99 personas por km².

## Geografía
Lisbon se encuentra ubicado en las coordenadas 44°1′10″N 70°4′44″O / 44.01944, -70.07889. Según la Oficina del Censo de los Estados Unidos, Lisbon tiene una superficie total de 61.71 km², de la cual 59.11 km² corresponden a tierra firme y (4.22%) 2.6 km² es agua.

## Demografía
Según el censo de 2010, había 9.009 personas residiendo en Lisbon. La densidad de población era de 145,99 hab./km². De los 9.009 habitantes, Lisbon estaba compuesto por el 96.16% blancos, el 0.62% eran afroamericanos, el 0.46% eran amerindios, el 0.52% eran asiáticos, el 0.02% eran isleños del Pacífico, el 0.29% eran de otras razas y el 1.93% pertenecían a dos o más razas. Del total de la población el 1.04% eran hispanos o latinos de cualquier raza.